# Petr Dopita
Petr Dopita (5. prosince 1947 Olomouc – 13. srpna 2025) byl český muzikálový a operní zpěvák a mistr světa ve hře na kanadskou pilu. Jeho kariéra zahrnovala desítky inscenací, včetně známých muzikálů a významné koncertní aktivity.

## Život a kariéra
Petr Dopita se narodil v Olomouci, kde již od dětství zpíval v dětském pěveckém sboru vedeném Janem Hubem. Po maturitě na Dřevařské průmyslovce v Hranicích pokračoval v hudební přípravě – absolvoval soukromé pěvecké lekce v Brně u Bernarda Kočaře.
Profesní dráhu zahájil jako sólista orchestru Gustava Broma, s nímž vystupoval na koncertech a nahrával v rozhlasu a televizi. Později působil jako sólový zpěvák v Polsku – spolupracoval se skupinami Kučerovci, Synkopy 61 a Helenou Blehárovou – a také v Německu.
Po pětiletém angažmá v poznaňském satirickém divadle Teyatr (včetně režijní činnosti) a po založení Brněnského folkového kabaretu Brňafka (1985–1992), s nímž absolvoval řadu domácích i zahraničních vystoupení a obdržel festivalová ocenění, se v roce 1993 připojil k Jihočeskému divadlu v Českých Budějovicích. V Jihočeském divadle ztvárnil více než dvacet rolí – od operních až po muzikálové. Mezi široce známé patřily Colline v Pucciniho Bohémě, kníže Gremin v Čajkovského Evženovi Oněginovi, Rychtář v Janáčkově Její pastorkyni, Rarach ve Smetanově Čertově stěně, Lucifer v Dvořákově Čertovi a Káče a další.
Od roku 1996 se výrazně prosadil v muzikálovém žánru – v titulu Dracula ztvárnil šest let hlavní roli hraběte Draculy, dále vystupoval v inscenacích jako Johanka z Arku, Jesus Christ Superstar, Jekyll & Hyde, Tajemství, Robin Hood, Marie Antoinetta, Přízrak Londýna a dalších.

## Hra na kanadskou pilu
Vedle zpěvu je Petr Dopita proslulý jako virtuóz hraní na kanadskou pilu – začal hrát už od deseti let. Procestoval s tímto netradičním nástrojem Evropu i většinu USA, absolvoval koncerty v New Yorku, Salt Lake City, Las Vegas, New Orleans a dalších městech. Třikrát se zúčastnil Mezinárodního festivalu hráčů na pilu v kalifornském Santa Cruz, přičemž v letech 1998 a 2000 tam zvítězil. Dále zvítězil na prvním Mistrovství světa ve hře na pilu, které se konalo kolem roku 2000 na farmě Bolka Polívky společně se svým žákem Wojciechem Suchanem z Polska.

## Úmrtí
Petr Dopita zemřel 13. srpna 2025 ve věku 77 let.